# Французская социальная партия
Французская социальная партия (фр. Parti Social Français, PSF) — национал-консервативная популистская партия во Франции второй половины 1930-х и начала 1940-х. Основана полковником де ля Роком 7 июля 1936 года. Первая во французской политической истории массовая партия правых сил. Сыграла видную, хотя неоднозначную роль в последние годы Третьей республики и в период немецкой оккупации. Политико-идеологическое наследие PSF отразилось в программах и политике правых движений от вишизма до голлизма.

## Место в социально-политическом спектре
PSF была основана по инициативе Франсуа де ля Рока после роспуска левоцентристским правительством Народного фронта организации Огненные кресты. Создавалась партия на базе ветеранского движения, все её руководители были орденоносными участниками Первой мировой войны. Первый состав преимущественно комплектовался из «Огненных крестов» и членов семей ветеранов.
Основные руководители PSF:
- Франсуа де ля Рок
- Ноэль Оттави, секретарь де ля Рока в «Огненных крестах», второе лицо партии
- Жан Ибарнегарэ, руководитель парламентской группы партии
- Жорж Риш, казначей партии
- Шарль Валлен, бывший роялист, католический активист
- Жан Мермоз, легендарный французский лётчик

Уже в первый год существования к PSF примкнуло свыше полумиллиона человек. В основном это были представители средних слоёв — крестьяне, ремесленники, торговцы, учителя, врачи, инженеры и техники, государственные и частные служащие — обеспокоенные социалистическими и леворадикальными лозунгами Народного фронта.
К моменту создания PSF правый фланг французской политики структурировался тремя течениями:
- «мятежные лиги» — роялистская Аксьон франсез (Шарль Моррас), консервативная Патриотическая молодёжь (Пьер Теттенже), популистская Французская солидарность (Жан Рено) и другие; принципиальные противники парламентского строя
- парламентские консервативные и консервативно-либеральные партии — Республиканская федерация, Демократический альянс; выразители интересов крупного капитала и средней буржуазии
- фашистские движения — Французская народная партия (PPF), другие правоэкстремистские организации

Лево- и центристски ориентированные средние слои поддерживали  леволибералов и отчасти социалистов. Но среди правых законопослушные мелкие собственники и служащие не имели до 1936 года полностью своей своей политической силы. Роялистские лиги отталкивали феодально-монархической пропагандой и уличными беспорядками, правые республиканцы — элитарностью, PPF — погромным экстремизмом и явным прогерманским уклоном. Поэтому мелкобуржуазные массы с энтузиазмом восприняли появление PSF — партии правой, отстаивающей национальные традиции и принцип собственности, но признающей республиканскую законность и возглавляемой заслуженными ветеранами-патриотами.
Прежде правые партии Франции либо отвергали парламентаризм как таковой (лиги), либо ограничивали политическую структуру парламентскими фракциями и предвыборными комитетами (консерваторы, либералы). PSF впервые развернула — подобно социалистам, коммунистам и фашистам — сеть постоянно действующих организаций. Партийные структуры аффилировались с социальными объединениями профсоюзного, кооперативного, благотворительного, спортивного, авиационного характера. Это позволило установить прочный институциональный контакт с массовой электоральной базой.

## Ценности, идеология, противники
Девизом PSF являлась ценностная триада Travail, Famille, Patrie — Труд, Семья, Отечество. Партия выступала за авторитарное усиление государственной власти, укрепление традиционной морали на основе католических «духовных скреп», корпоративистские начала в экономике (де ля Рок называл это la profession organisée — организация профессий), социальный патернализм (партия организовала систему благотворительности и социальной взаимоподдержки).
Идеологические и политические установки PSF основывались на ментальном принципе «окопного братства». Ветеранский девиз «Едины как на фронте!» возводился в общенациональный принцип. (В этом консерватизм де ля Рока сходился с неосоциализмом Марселя Деа.)
Внешнеполитическая концепция PSF основывалась на последовательном французском национализме. Партия с большой настороженностью относилась к Третьему рейху. В нацистах виделись германские реваншисты, военные противники Франции. Среди партийных структур была ассоциация допризывной подготовки. Отторгалась и нацистская идеология, которую де ля Рок называл антихристианской и «языческой», осуждал за антисемитизм, расизм, тоталитаризм.
Однако, в отличие от Анри де Кериллиса и его единомышленников, де ля Рок не был сторонником франко-советского альянса против Германии. Гитлеризм в доктрине PSF приравнивался к сталинскому коммунизму, хотя гитлеровская опасность рассматривалась как практическая и первоочередная, а сталинская — как «в основном моральная».

## Практическая политика
PSF не была антиреспубликанской силой, подобной «мятежным лигам». Непримиримые враги демократии, такие, как Шарль Моррас, негативно относились к де ля Року. Роялисты и фашисты считали, что именно де ля Рок, отказавшись дать команду «Огненным крестам», сорвал ультраправый переворот 6 февраля 1934 года. В 1937 году он, хотя и после колебаний, отклонил предложение Жака Дорио вступить в коалицию Фронт свободы.

Движение ля Рока не было ни фашистским, ни экстремистским. Своим бездействием он победил активность крайне правых 6 февраля 1934. А через три года он саботировал Фронт свободы, боевую машину, которую создавал против Народного фронта настоящий фашист Дорио.

Жан Лакотюр, французский историк

Но PSF была настроена жёстко антимарксистски, антилиберально и в целом антипарламентски. Важным пунктом партийной программы было резкое расширение полномочий президента за счёт Национального собрания. Де ля Рок тяготел к союзу с традиционными правыми. Его потенциальное блокирование с консервативной Республиканской федерацией Луи Марэна могло создать прочный массовый фундамент под опытной парламентской фракцией.
PSF была учреждена уже после выборов 1936 года. К партии примкнули только шесть депутатов. Но уже на следующий год, ещё не отладив в полной мере организационную структуру, PSF получила более 15 % голосов на местных выборах. Если бы в 1940 году состоялись очередные парламентские выборы, разрыв между массовостью PSF и минимальным представительством в парламенте был бы преодолён.

## Между коллаборационизмом и Сопротивлением
Поражение 1940 деморализовало и раскололо PSF. С одной стороны, Франсуа де ля Рок фактически первым ввёл термин Résistance — Сопротивление, опубликовав 6 июня 1940 года статью с этим названием в партийном органе Le Petit Journal. С другой, коллаборационистский режим Виши не случайно присвоил девиз PSF: «Труд, Семья, Отечество».
Большинство членов PSF в целом лояльно относились к маршалу Петэну, но очень критически — к радикальному «парижскому коллаборационизму» и фашистским идеям «национальной революции» в духе Дорио или Деа. Оккупация рассматривалась как временное поражение, этап собирания французских сил. Де ля Рок особо запретил членам партии состоять в вишистской милиции и вступать в Легион французских добровольцев против большевизма. Однако PSF как организация не примкнула к Сопротивлению.
Как практически во всех французских партиях, в PSF были и коллаборационисты и участники Сопротивления. Членом PSF был Поль Колетт, совершивший 27 августа 1941 года покушение на Лаваля и Деа. Видными участниками вооружённой борьбы Сопротивления был Филипп Вианнэ и Жак Бунен. В то же время, Поль Криссель руководил пропагандистским аппаратом Виши, а знаменитый теннисист Жан Боротра курировал физкультуру и спорт коллаборационистского режима.
В ряде случаев позиции менялись. Одни и те же люди, начав в одном лагере, заканчивали в другом или действовали одновременно в обоих (типичные примеры — Жан Ибарнегарэ и Шарль Валлен). Это отражало специфику мелкобуржуазной социальной базы партии, раздвоение между антикоммунистическим консерватизмом и национальным патриотизмом. Символом этой двойственной позиции стал сам Франсуа де ля Рок — пошедший на службу в аппарат Виши и установивший связь с органами разведки антигитлеровской коалиции (в той же разведывательной сети участвовал Жорж Риш).
После раскрытия связей де ля Рока с британской разведкой 9 марта 1943 года более 150 активистов PSF были арестованы гестапо (де ля Рок пробыл в заключении до 1945, Оттави скончался в концлагере Нойенгамме). По ходу событий всё более чётко обозначалась тенденция поворота социал-консерваторов к голлизму.

## Идейно-политическое наследие
После освобождения Франции Франсуа де ля Рок был привлечён к ответственности за службу в Виши. Впоследствии эти обвинения были сняты. Он попытался консолидировать бывших членов PSF в умеренно-правой «Республиканской социальной партии французского примирения», но этот проект не получил развития. В 1946 году Франсуа де ля Рок скончался.
PSF как политическая структура перестала существовать, но её идейное наследие оказалось серьёзное влияние на послевоенную французскую политику. Правый национал-популизм оказался востребован в Объединении французского народа и последующих голлистских партиях. Социальный католицизм создал основу Народно-республиканского движения. Пятая республика и правление де Голля в 1958—1969 воспринимались как буквальная реализация программных тезисов PSF о переходе к президентской системе.
PSF и её наследие остаётся предметом историко-политических дискуссий во Франции. Прежние обвинения в фашизме давно оставлены. Большинство историков сходится на том, что PSF скорее предотвратила массовую фашизацию средних слоёв, предложив альтернативу в рамках традиционного консерватизма. Во же время отмечается постоянная двойственность партийной позиции, обернувшаяся политической невнятностью в годы оккупации.
Франсуа де ля Рок уделял внимание и общеевропейским проблемам. Его соображение в этой области также становились частью программы PSF. Сформулированная концепция постепенной интеграции во многом предвосхитила послевоенные процессы — создание ЕОУС, ЕЭС, ЕС — «федерации национальных государств, относящихся к единой цивилизации и связанных общими интересами» (Франсуа де ля Рок). Формирование будущей европейской федерации автор относил на время «после краха Гитлера».